# Tramvajová doprava v Debrecínu

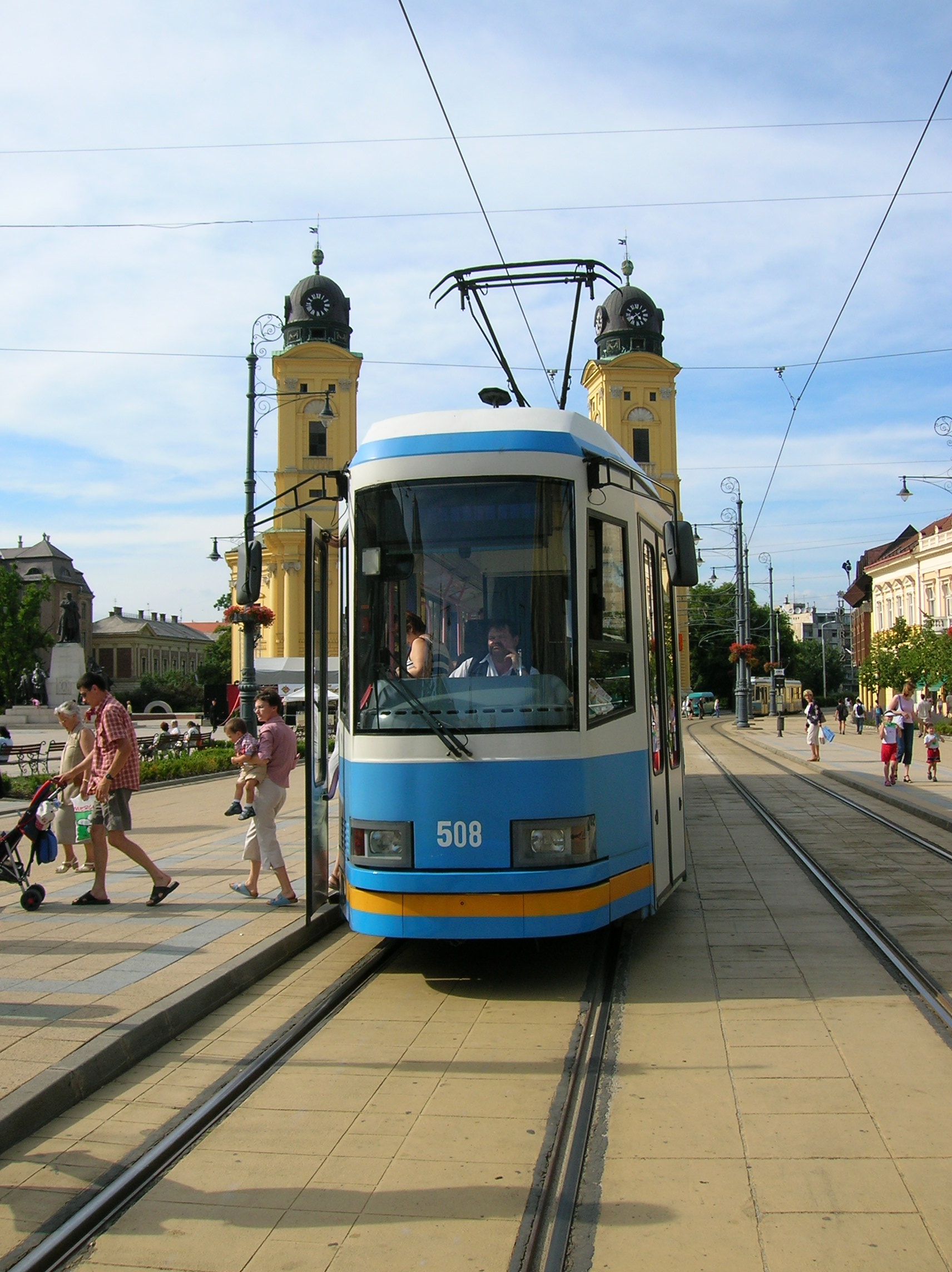
Tramvaj typu KCSV6 v centru města

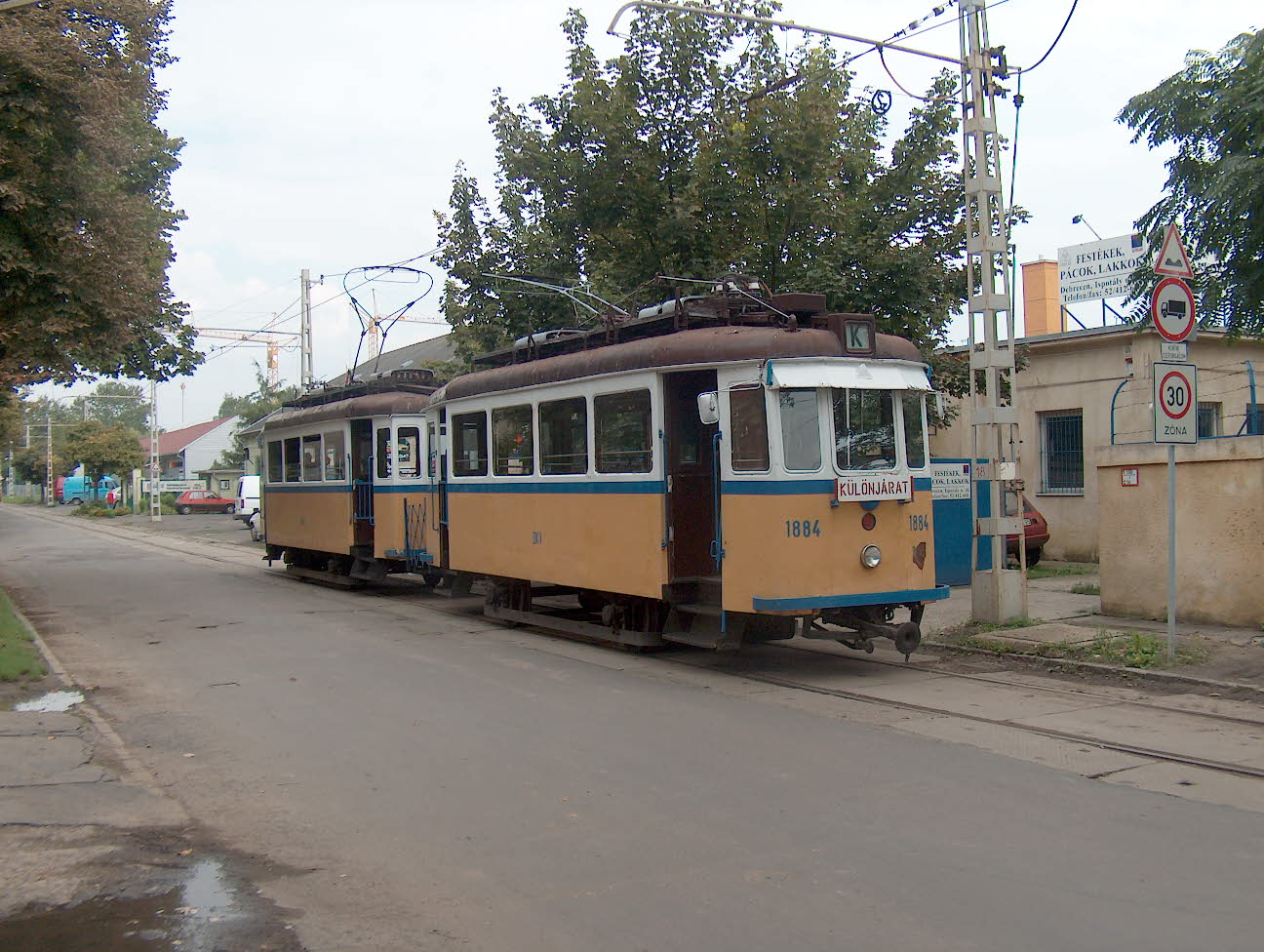
Historická tramvajová souprava

Síť tramvajové dopravy v Debrecínu je malého rozsahu, tvoří ji dvě tratě o délce 8,8 km. Jejím provozovatelem je společnost DKV, patřící městu.

## Historie
Poprvé se v Debrecínu dostala tramvajová doprava na scénu 2. října 1884, když byla otevřena první trať, na níž jezdila koňka a parní tramvaje. Roku 1911 se pak objevila též i tramvaj elektrická. Během dalších třiceti let již fungovalo okolo deseti linek, a tramvaje tak zajišťovaly dopravní obsluhu celého města.
Pokles významu tramvajové dopravy se projevil až po druhé světové válce, a to díky nárůstu autobusové dopravy. Do 70. let sloužilo přesně sedm linek. Poté bylo rozhodnuto systém postupně likvidovat, stejně jako ve zbytku celého Maďarska a Východní Evropy vůbec, dopravu měly zajistit autobusy, a od roku 1985 pak též i trolejbusy. V provozu zůstala jediná trať o délce 4,4 km spojující hlavní vlakové nádraží s univerzitou. V roce 2014 byla zprovozněn nový úsek, který využívá linka č. 2 a který se odpojuje od původní tratě v zastávce Kálvin tér a pokračuje do severozápadní části města.

## Vozový park
Tramvajemi, které v Debrecínu jezdí, jsou kloubové KCSV6 a KCSV-1S; pocházejí z roku 1993 (další dodávky byly z let 1994 a 1997). Mají modrý nátěr, a jsou pro Debrecín charakteristické. Kromě toho slouží také též i tramvaje starší, typu FVV.
Celkový stav v Debrecínu je 22 tramvajových vozů, z toho 11 nových a dalších 11 (4+7) starých (původně bylo dodáno celkem 21 tramvají typu FVV; mnoho z nich již bylo od dodávek mezi lety 1970 a 1984 nejspíš vyřazeno, či prodáno do jiných měst). Kromě těchto vlastní dopravce také i jednu starou tramvaj určenou pro příležitostnou dopravu na historické lince.